# 번암초등학교
번암초등학교는 대한민국 전북특별자치도 장수군 번암면 노단리에 있는 공립 초등학교이다.

## 학교 연혁
- 1919년 6월 27일 노단공립보통학교 인가
- 1938년 4월 1일 노단공립심상소학교로 개칭[1]
- 1941년 4월 1일 번암공립국민학교로 개칭[2]
- 1950년 4월 1일 번암국민학교로 개정
- 1981년 4월 27일 병설유치원 인가
- 1993년 3월 1일 국포분교(졸업생 1099명), 사암분교(졸업생 284명) 통폐합
- 1995년 3월 1일 지저분교 통폐합
- 1996년 3월 1일 번암초등학교 개칭[3]
- 2000년 3월 1일 대론초등학교 통폐합
- 2019년 3월 1일 제42대 신영희 교장 부임
- 2020년 2월 7일 제96회 9(4)명 졸업 (총 4,307명)
- 2020년 3월 1일 초등학교 6(3)학급, 특수학급 1, 병설유치원1(1)
- 2021년 2월 9일 제97회 11(2)명 졸업 (총 4,320명)
- 2021년 3월 1일 초등학교 6(3)학급, 특수학급 1, 병설유치원1(1)

## 학교 상징
- 교화(校花) - 철쭉 : 철쭉은 봄에 화려하게 피어나는 진달래과 나무로써 사랑과 순결을 상징하며 번암 어린이의 단결과 화목을 상징함
- 교목(校木) - 소나무 : 소나무는 우리나라를 대표할 수 있는 늘 푸른 나무로써 번암 어린이들의 씩씩한 기백과 진취적인 기상을 상징함
- 교조(校鳥) - 비둘기 : 비둘기는 우리 주변에서 흔히 볼 수 있는 새로평화를 상징하며 번암 어린이들이 서로 사이좋게 지내자는 것을 상징함

## 참고 자료
- 번암초등학교 - 한국교육학술정보원 학교알리미